# Jonathan Horne
Jonathan Horne (* 17. ledna 1989 Kaiserslautern) je německý karatista. Věnuje se disciplíně kumite a soutěží v nejtěžší váhové kategorii nad 84 kg. Je držitelem vyznamenání Silbernes Lorbeerblatt.
V roce 2005 se stal juniorským mistrem světa. Na mistrovství Evropy v karate vyhrál šestkrát individuální soutěž (2008, 2010, 2011, 2012, 2016 a 2019) a v roce 2012 také soutěž družstev. V roce 2018 se stal mistrem světa a v roce 2008 získal na světovém šampionátu bronzovou medaili. Je dvojnásobným vítězem Světových her z let 2009 a 2013 a na Evropských hrách skončil v roce 2015 na druhém místě a v roce 2019 na třetím místě. Kvalifikoval se na Letní olympijské hry 2020 v Tokiu, kde bude karate poprvé součástí olympijského programu.